# Ficktjuven (roman)
Ficktjuven (originaltitel: Fingersmith) är en historisk kriminalroman från 2002 av Sarah Waters som utspelar sig i London på 1860-talet.
Boken översattes till svenska av Marianne Öjerskog och gavs ut av Natur & kultur 2003.

## Handling
Två flickor i samma ålder växer upp i olika samhällsklasser, Sue i slummen och Maud på ett gods. När de är 17 år träffas de eftersom de båda dras in i planer på att stjäla Mauds förmögenhet. Sue börjar arbeta som tjänsteflicka hos Maud men de blir med tiden närmare än vad som var tanken och blir attraherade av varandra. 
Berättelsen är indelad i tre delar och berättarperspektivet växlar mellan de två huvudpersonerna. 

## Queera och feministiska teman
Boken är känd för sin erotik och recensenter har hyllat Waters hantering av sexuella teman. En recension från The Guardian beskriver det som "erotiskt och omskakande", medan New York Times hyllar dess "otillåtna underströmmar".
Litteraturkritiker har också fokuserat på romanens sexuella teman kopplat till feminism och pornografi. I Ficktjuven använder Waters sin skildring av lesbisk kärlek mellan Maud och Sue för att utmana olika hetero-patriarkala normer och bemöta olika feministiska argument om pornografi. Utöver diskussionerna om sexualitet är det motstånd som Maud och Sue båda möter som kvinnor i det viktorianska samhället också av intresse för feministiska kritiker, liksom deras ofta exploaterande relationer med män.
Den engelska titeln Fingersmith är ett äldre ord för ficktjuv, men med tanke på romanens innehåll kan titeln också antas ha avsiktligt sexuella konnotationer. 
Waters är känd för att skriva lesbisk skönlitteratur och är själv lesbisk.

## Utmärkelser och nomineringar
- Nominerad till Orange Prize 2002
- Nominerad till Man Booker-priset 2002
- Vinnare av CWA Historical Dagger för historisk kriminallitteratur

## Omarbetningar
Romanen har omarbetats för tv, scen och till film. BBC gjorde en miniserie för TV, Fingersmith, som först sändes 2005. Sally Hawkins spelade Susan Trinder, Elaine Cassidy spelade Maud Lilly, Imelda Staunton spelade Mrs Sucksby och Rupert Evans spelade "Gentleman". 
Alexa Junge skrev en scenföreställning (även den med titeln Fingersmith) som hade premiär i mars 2015 på Oregon Shakespeare Festival i Ashland, Oregon.
Den sydkoreanske regissören Park Chan-wook filmatiserade Ficktjuven med titeln The Handmaiden (koreansk titel Agassi). Denna version utspelar sig i 1930-talets koloniala Korea och bland skådespelarna finns Ha Jung-woo, Kim Min-hee, Cho Jin-woong och Kim Tae-ri. Inspelningen avslutades den 31 oktober 2015 och filmen släpptes på filmfestivalen i Cannes 2016. Den blev kritikerrosad och blev även en försäljningssuccé.  